# Peperomia nitida
Peperomia nitida är en pepparväxtart som beskrevs av Gustav Adolf Hugo Dahlstedt. Peperomia nitida ingår i släktet peperomior, och familjen pepparväxter. Inga underarter finns listade i Catalogue of Life.